# .276 Pedersen
El .276 Pedersen fue un cartucho experimental de 7 mm desarrollado para el Ejército de los Estados Unidos para ser utilizado en el rifle semiautomático experimental Pedersen T 2 E1 y en las primeras versiones de lo que más tarde sería el rifle M1 Garand.

## Prototipo
Desarrollado en 1923 en los Estados Unidos con la pretensión de sustituir el .30-06 Springfield en los nuevos fusiles semiautomáticos y ametralladoras. El .276 Pedersen fue un prototipo más corto, más ligero y más bajo que el .30-06, que hizo que el diseño de un fusil de carga semiautomática fuese más fácil que el .30-06, largo y potente. Sin embargo, años después de haberse realizado evaluaciones a partir de 1929, el Jefe de Estado Mayor del Ejército de los Estados Unidos, general Douglas MacArthur rechazó el .276 Pedersen Garand en 1932 después de verificar que la versión 0.30-06 era más factible.